# Xã Minerva, Quận Marshall, Iowa
Xã Minerva (tiếng Anh: Minerva Township) là một xã thuộc quận Marshall, tiểu bang Iowa, Hoa Kỳ. Năm 2010, dân số của xã này là 458 người.